# Freden i Fønike
Freden i Fønike, også kendt som Fønike-freden eller Føniketraktaten, var en traktat, der afsluttede den Første Makedoniske Krig. Den blev udarbejdet i Fønike i 205 f.Kr. 
Den græske politiske balance mellem Makedonien under Filip 5. og Det Aitoliske Forbund blev forstyrret af krigen mellem den Romerske Republik og Karthago. Filip, der søgte at forbedre sin position, udrustede en flåde og sendte udsendinge til Hannibal, som på det tidspunkt besatte dele af Italien. Rom frygtede, at Filip kunne tilbyde åben militær assistance, og håbede at begrænse makedonerne til øst for den romerske provins Illyrien. Mellem 214 og 212 f.Kr. gjorde Filip to mislykkede forsøg på at invadere Illyrien ad søvejen og bremsede fremrykningen til lands, men lykkedes til sidst med at erobre havnebyen Lissus og opnåde provinsens kapitulation. 
På dette tidspunkt var Rom i stand til at anspore aitoliere til en alliance mod Filip. I to år førte de allierede krig mod Makedonien og opnåede mindre militære sejre. Da romerne trak sig tilbage fra slagmarken, rykkede Filips styrker frem mod aitoliere og vendte krigens lykke. I sidste ende genvandt makedonerne i stort omfang deres oprindelige position, og romerne og aitoliere var parate til at slutte fred. 
Traktaten anerkendte formelt Makedoniens fordelagtige position, herunder erobringen af Illyrien, men Filip afviste reelt sin alliance med Hannibal. Betingelserne tillod, at Rom ville kontrollere parthinierne, Dimallum, Bargulum og Eugenium, og Makedonien ville – under forudsætning af godkendelse fra det romerske Senat – kontrollere Atintanien. Andre parter i traktaten inkluderede Prusias af Bithynien, achaierne, boiotierne, thessalerne, akarnanerne og epiroterne på Filips side, samt ilierne, Attalos, Pleuratus, Nabis af lakonierne, eleerne, messenierne og athenerne på Roms side.